# Confrontos étnicos entre oromos e somalis na Etiópia
Os confrontos étnicos entre oromos e somalis ocorrem devido às disputas territoriais entre comunidades oromos e somalis na Etiópia.

## Antecedentes
A Etiópia tem um arranjo político federal estruturado ao longo de linhas etno-linguísticas. A Região de Oromia é o maior e mais populoso estado do país e é constituído principalmente pelo grupo étnico oromo, o maior grupo étnico do país, enquanto a Região Somali, o segundo maior estado por área no país, é constituído principalmente pelo grupo étnico somali.
Os somalis são em sua maioria pastores e os oromos tendem a ser agricultores, bem como pastores. Tem sido difícil demarcar limites claros entre os estados, uma vez que as comunidades pastoris tendem a cruzar as fronteiras em busca de pastagens para seus animais. Isso conduz às disputas, tais como por poços e pastagens, ao longo dos anos, com dezenas de milhares de pessoas sendo deslocadas em alguns conflitos.
Em 2004, um referendo para decidir sobre o destino de mais de 420 kebeles, a menor unidade administrativa do país, cedeu 80% deles para Oromia, levando as minorias somalis a fugir dessas áreas.

## Curso do conflito
A atual exacerbação do conflito é especulada como sendo causada pela competição decorrente de uma seca prolongada. A partir de dezembro de 2016, na fronteira das regiões de Oromia e Somali, a tensão territorial entre as comunidades oromo e somalis eclodiu, notavelmente perto da cidade de Deka, deixando pelo menos trinta pessoas mortas e mais de 50.000 deslocadas. Os oromos reivindicam que a área é sua terra ancestral e que as famílias somalis tinham sido deslocadas a partir da Região Somali etíope. A situação se intensificou quando os clãs das duas comunidades iniciaram ataques de vingança.  Os confrontos envolveram homens fortemente armados de ambos os lados em locais ao longo das fronteiras dos estados. Escolas foram saqueadas e funcionários públicos foram baleados em seus escritórios. Os residentes do lado de oromo também relataram estupros generalizados. Os atos de maior gravidade da violência ocorreram na área em torno de Negele Borana. Mais de cem pessoas morreram e milhares foram deslocadas entre fevereiro e março apenas na área de Negele. Os ativistas oromos reivindicaram números muito maiores.
Em 20 de abril de 2017, os estados etíopes de Oromia e de Somali assinaram um acordo para resolver pacificamente os litígios. Embora em setembro de 2017, confrontos ocorressem matando centenas de oromos e alguns do lado somali.
A polícia especial regional de ambos os estados, chamada de Liyu na Região Somali e Liyu Hail na Região de Oromia, foi acusada de estar por trás de muitas das atrocidades.

## Vítimas

### Pessoas deslocadas
Até 400.000 foram deslocados pelos combates a partir de novembro de 2017.
Em fevereiro de 2018, estatísticas da Organização Internacional para as Migrações (OIM) das Nações Unidas indicaram que o deslocamento relacionado ao conflito seria de um milhão de pessoas, um dos maiores vistos pela Etiópia nos últimos anos.